# 1955-ös magyar öttusabajnokság
Az 1954-es magyar öttusabajnokságot augusztus 13. és 17. között rendezték meg. A viadalt Moldrich Antal nyerte meg, akinek ez volt élete egyetlen egyéni felnőtt bajnoki címe. A csapatversenyt a Bp. Honvéd nyerte.

## Eredmények

### Férfiak

#### Egyéni
| Hely | Név              | Klub        | Eredmény |
| ---- | ---------------- | ----------- | -------- |
| 1.   | Moldrich Antal   | Bp. Honvéd  | 4214,5   |
| 2.   | Bódi János       | Bp. Honvéd  | 4191,0   |
| 3.   | Kovácsi Aladár   | Bp. Haladás | 4059,0   |
| 4.   | Szabó Sándor     | Bp. Bástya  | 4058,0   |
| 5.   | Móra László      | Bp. Bástya  | 4044,0   |
| 6.   | Nagy Imre        | Bp. Haladás | 4015,0   |
| 7.   | Mezei Zoltán     | Bp. Haladás | 4003,0   |
| 8.   | Bucskó József    | Bp. Bástya  | 3940,0   |
| 9.   | Mészáros Antal   | Bp. Haladás | 3861,0   |
| 10.  | Szaniszló József | Bp. Traktor | 3779,0   |

#### Csapat
| Hely | Név                                          | Klub        | Eredmény |
| ---- | -------------------------------------------- | ----------- | -------- |
| 1.   | Moldrich Antal, Bódi János, Turák József     | Bp. Honvéd  | 12 005,0 |
| 2.   | Kovácsi Aladár, Mezei Zoltán, Mészáros Antal | Bp. Haladás | 11 709,0 |
| 3.   | Móra László, Bucskó József, Szondy István    | Bp. Bástya  | 10 455,0 |
| 4.   | Szaniszló József, Tabajdi István, Hegedűs    | Bp. Traktor | 10 357,5 |